# Chickalagundi, Ron
Chickalagundi là một làng thuộc tehsil Ron, huyện Gadag, bang Karnataka, Ấn Độ.